# Gustav Fischer (Fabrikant)
 Carl Gustav Fischer (* 28. April 1850 in Rudolstadt; † 1939 in Bielefeld) war ein deutscher Fabrikant.

## Leben
Gustav Fischer, gebürtig aus Rudolstadt in Thüringen, Sohn eines Kaufmanns, absolvierte nach dem Besuch des Gymnasiums und der Realschule eine kaufmännische Ausbildung in Altenburg. 1868 trat Fischer eine Stelle als Kontorist bei der Holter Eisenhütte und Maschinenfabrik bei Schloss Holte im Kreis Gütersloh in Nordrhein-Westfalen an. Gustav Fischer, der sich daneben einer praktischen und, autodidaktisch, einer theoretischen Ausbildung im Maschinenbau widmete, stieg später zum Direktor der Fabrik auf.
1880 gründete Gustav Fischer eine Maschinenfabrik für Buchdruck- und Papierverarbeitungsmaschinen, die ab 1888 nach der Beteiligung von Wilhelm Krecke unter dem Namen Fischer & Krecke GmbH firmierte. Darin wurden die von Fischer erfundenen Letternsetz- und Ablegemaschinen, später Maschinen und Werkzeuge für das Druckereigewerbe und Tiegeldruck- und Schnellpressen sowie ab 1890 Rotationsdruckmaschinen produziert, die einen weltweiten Absetzmarkt fanden. 
Anfangs als Sondererzeugnisse wurden ab 1895 Kreuzbodenbeutel-Maschinen und ab 1900 Papiergroßsack-Maschinen beispielsweise für die Zementabfüllung gefertigt. In den 1920er und 1930er Jahren startete die Produktion von Anilindruckmaschinen, später in Flexodruckmaschinen umbenannt, mit denen Kunststoffverpackungen bedruckt werden können. Gustav Fischer führte überdies die Monoline Zeilengieß-Maschine in Deutschland ein, für deren Fertigung er 1895 eine Fabrik in Berlin gründete. Er gehörte dem Vorstand des Verbandes der Papierverarbeitungs-Maschinenfabriken an.